# Codex Egberti

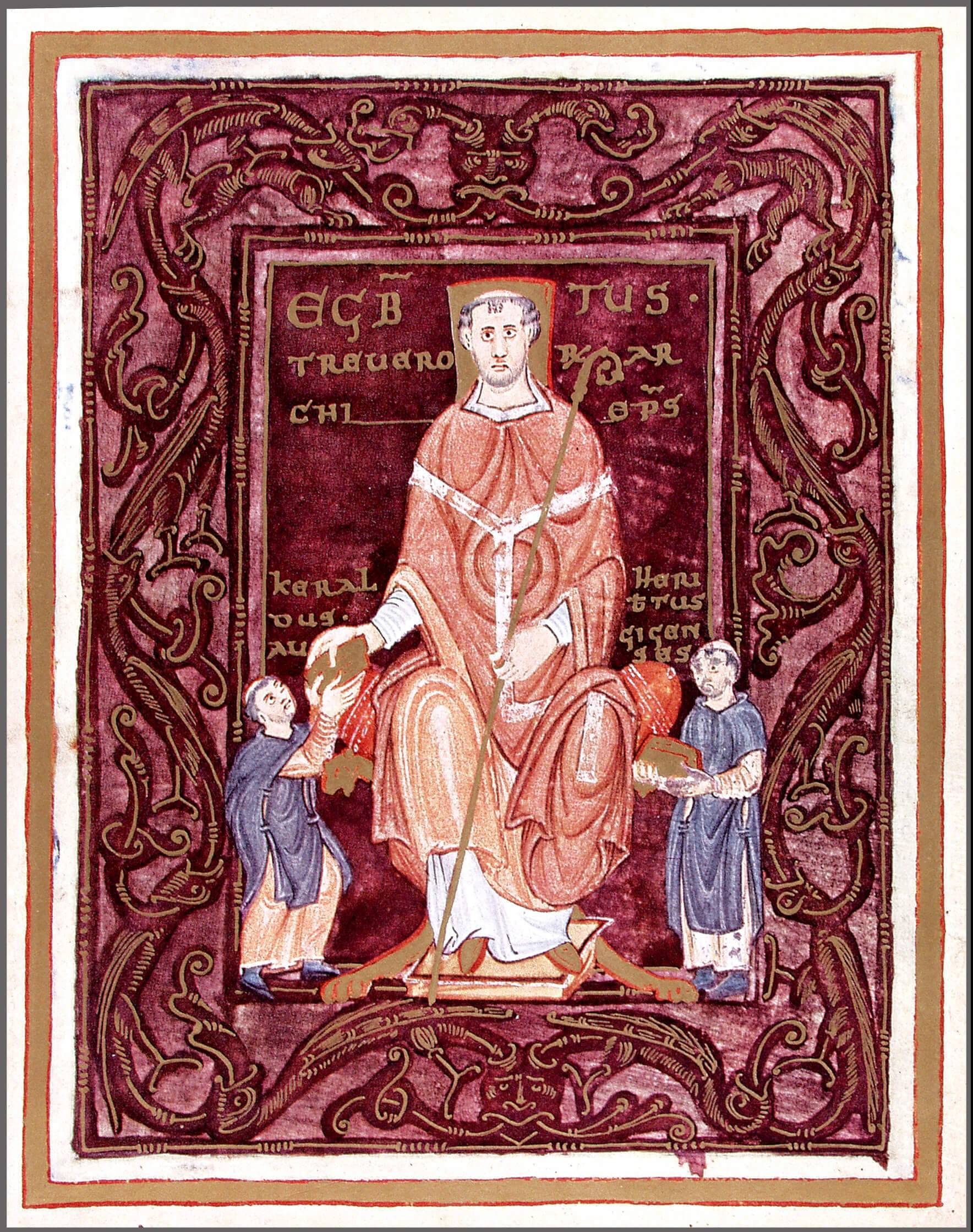
Egbert von Trier, Seite aus dem Codex Egberti

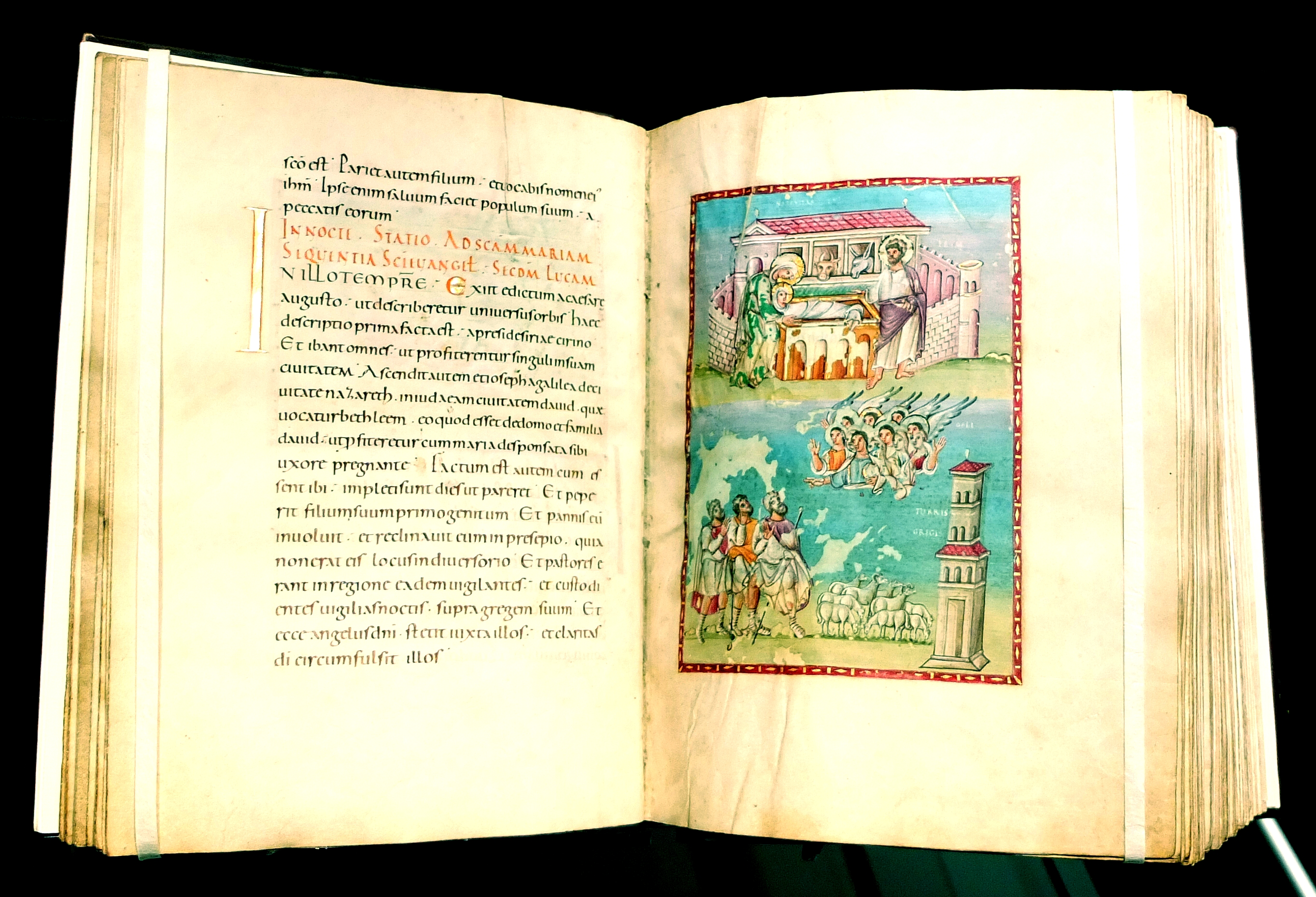
Codex Egberti, fol. 13r: Geburt Christi, Verkündigung an die Hirten

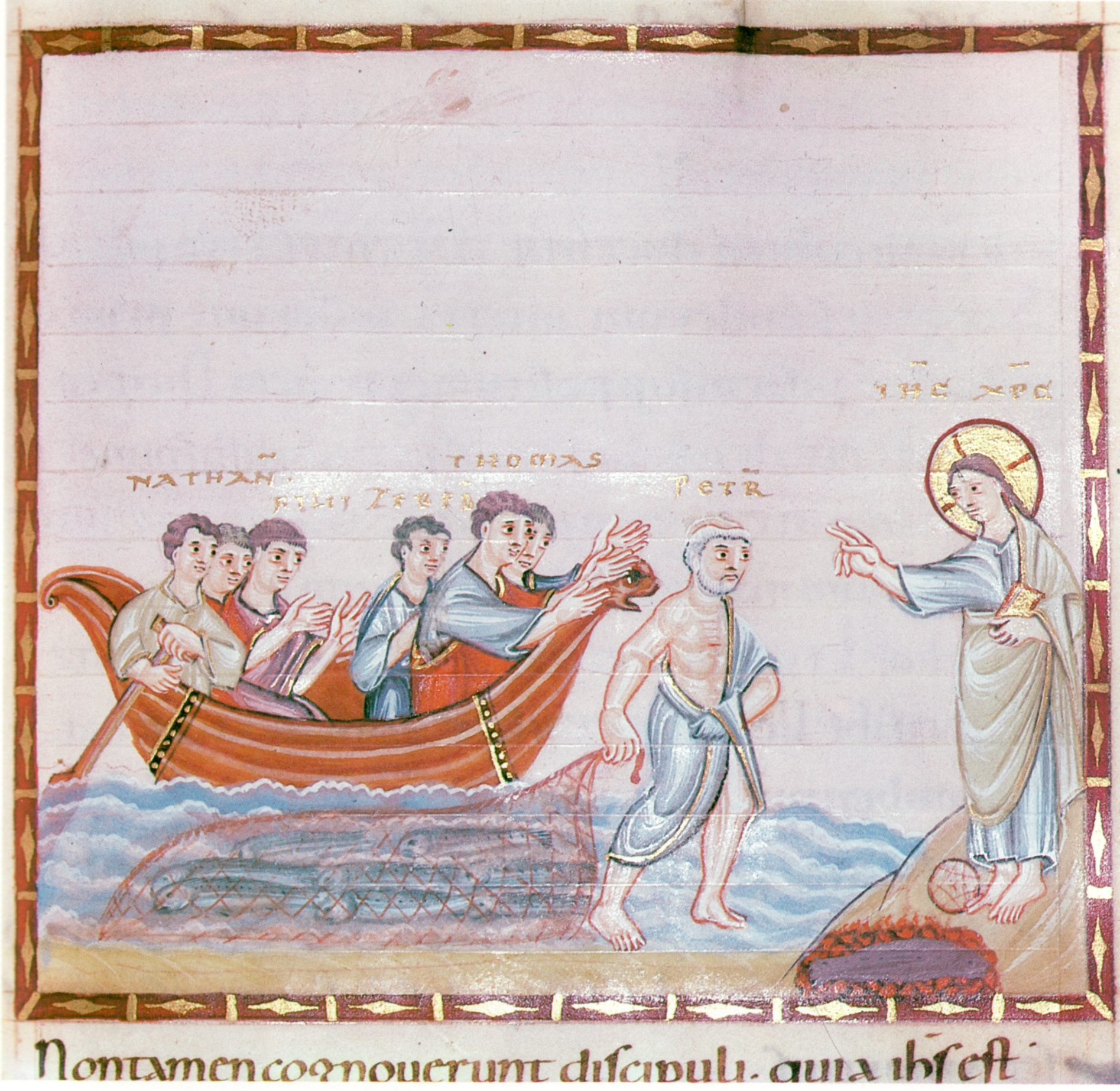
Codex Egberti, fol. 90r. stellt Joh 21,1–19 dar. Jesus offenbart sich den vom wundersamen Fischzug zurückkehrenden Jüngern

Der Codex Egberti, auch Egbert-Kodex genannt, ist ein Werk der ottonischen Buchmalerei. Das Evangelistar wurde für den Trierer Erzbischof Egbert zwischen 980 und 993 im Skriptorium des Klosters Reichenau erstellt. Es ist der älteste erhaltene neutestamentliche Bildzyklus mit Darstellungen aus dem Leben Christi.

## Beschreibung
Die Handschrift besteht aus 165 Pergamentblättern mit 60 Buchmalereien, davon 52 Miniaturen zu Abschnitten der Evangelien (sogenannte Perikopen), die in der Reihenfolge des Kirchenjahres (und damit des Lebens Christi) angeordnet sind. Sie verbildlichen Leben und Taten Christi. Es ist der erste große Christus-Zyklus der Ottonenzeit. Sieben dieser Miniaturen werden dem in Trier wirkenden Meister des Registrum Gregorii, dessen Name nicht bekannt ist, zugeschrieben. Den Evangelienperikopen sind vier Zier-Doppelseiten vorangestellt: Die Widmungsminiatur mit Widmungsgedicht, die 4 Evangelisten als ganzseitige Miniaturen sowie eine Incipit-Seite und eine seitenfüllende Initialligatur.
1380 diente der Codex Egberti dem Perikopenbuch des Trierer Erzbischofs Kuno von Falkenstein als Vorlage.

## Geschichte
Das Buch wurde bis ins 18. Jahrhundert hinein in der Kirche St. Paulin in Trier zu Gottesdiensten benutzt, seit es Bischof Egbert von Trier der Abtei geschenkt hat. Seit 1810 befindet es sich in der Stadtbibliothek Trier (Signatur: Ms. 24).
Während des Zweiten Weltkrieges befand sich der Codex zunächst in einem bombensicheren Stollen im Trierer Stadtteil Pallien, wurde jedoch im September 1944 als Schutz vor den heranrückenden Amerikanern in die Universitätsbibliothek Gießen gebracht. Als diese am 11. Dezember bei einem Bombenangriff weitgehend zerstört wurde, wurden die eingelagerten Trierer Bestände in ein Pfarrhaus in Elkerhausen bei Weilburg/Lahn gebracht. Am 15. Mai wurden diese von einer Trierer Delegation mit einem Feuerwehrfahrzeug abgeholt. Der Pfarrer lehnte Dank für die Bewahrung der Kunstschätze mit den Worten ab, er habe dies nicht für die Stadt Trier, sondern für die Menschheit getan.
2000 wurden Blätter der Handschrift an der Fachhochschule Köln restauriert.
Zusammen mit weiteren Reichenauer Handschriften wurde der Codex Egberti im April 2004 in die UNESCO-Liste Memory of the World aufgenommen.

## Faksimile
1960 erschien die erste Vollfaksimile-Ausgabe des Codex Egberti in einer limitierten Auflage von 800 Exemplaren. Herausgegeben von Dr. Hubert Schiel im Alkuin-Verlag AG, Basel, umfasste dieses Werk die 165 Blätter der Handschrift und einen ausführlichen Textband.
Der Faksimile Verlag Luzern brachte 2005 ein neues Faksimile mit einer limitierten Auflage von 980 Stück auf den Markt.

## Ausstellung
Vom 27. April 2005 bis 8. Januar 2006 wurde der Codex Egberti in der Stadtbibliothek Trier ausgestellt. Da der Codex noch wegen der vorangegangenen Restaurierung in einzelne Blätter zerlegt war, wurde die Ausstellung in drei Abschnitte unterteilt, um einen vollständigen Überblick zu geben. Jeweils drei Monate lang wurden 20 der doppelseitig beschriebenen und bemalten Blätter im Original und die anderen als Faksimiles ausgestellt. Nach der Ausstellung, die von 17.000 Menschen besucht wurde und Einnahmen in Höhe von 147.000 Euro durch Eintrittsgelder und Verkauf von Publikationen erbrachte, wurden die Blätter wieder zu einem Buch zusammengefügt. Mittlerweile ist der Codex Egberti in einer Dauerausstellung der Stadtbibliothek ausgestellt. Mit anderen wichtigen Dokumenten aus Mittelalter und Früher Neuzeit wird er in der Schatzkammer gezeigt.

## Medien
- Heidemarie Anderlik: Der Egbert-Codex. Deutsches Historisches Museum u. a., 2005. (CD-ROM, Virtuelle Bibliothek)
- Franz J. Ronig: Die Miniaturen des CODEX EGBERTI. 2 DVDs mit drei Vorträgen: 1. Bilder der Menschwerdung und Kindheitsgeschichte Jesu, 2. Das öffentliche Leben Jesu, 3. Passionsgeschichte und Auferstehung. (122 Minuten)